# 第三国人
第三国人（だいさんごくじん、英語: Third country national）は、「当事国以外の国籍の人、第三国の人」を指す言葉。
日本では、第二次世界大戦後の連合国軍占領下以降では、官公庁や国会など公的機関を含む日本人やGHQ（連合国軍最高司令官総司令部）が、「戦後の日本国内に居留する旧外地（朝鮮半島・台湾など）に帰属する人々」を指す用語として主に用いた（後述）。単に三国人（さんごくじん）ともいう。

## 語源
本来は特に話題の限定されない「当事国以外の第三国の国民」一般の意味から、この記事で扱う朝鮮系の人々に使われるようになったと”言われている”経緯には諸説あり、定説は確立していない。しかしながら、以下に示す「Third Nationals」「Non-Japanese」どちらを取っても、当時の進駐軍が合意したという文言が示されており、マスコミで膾炙されている”根拠のない差別”的な表現とは異なる。

### Third Nationalsの翻訳説
GHQが、日本の統治下に置かれていた旧植民地の住民は戦勝国民・中立国民のいずれにも該当しないとして、「third nationals（第三国人）である」と規定したことによるとする説が、 野村旗守、宮島理、李策、呉智英、浅川晃広らや、佐藤勝巳、秦郁彦らから出されている。

### Non-Japaneseの翻訳説
GHQが使用した「non-Japanese（非日本人）」という言葉を日本の政治家・官僚が「第三国人」と訳し、それがGHQ側にも受け入れられたとされる説が朝鮮史研究会の水野直樹、藤永壮らから出されており、GHQ内では朝鮮人を当初 "non-Japanese nationals"（非日本人）や non-Japanese, Koreans, Formosans(台湾人) と称しており、日本人に合わせて第三国人を使用したのではないかとの見解を示している。

## 「非日本人」の法的地位の変遷

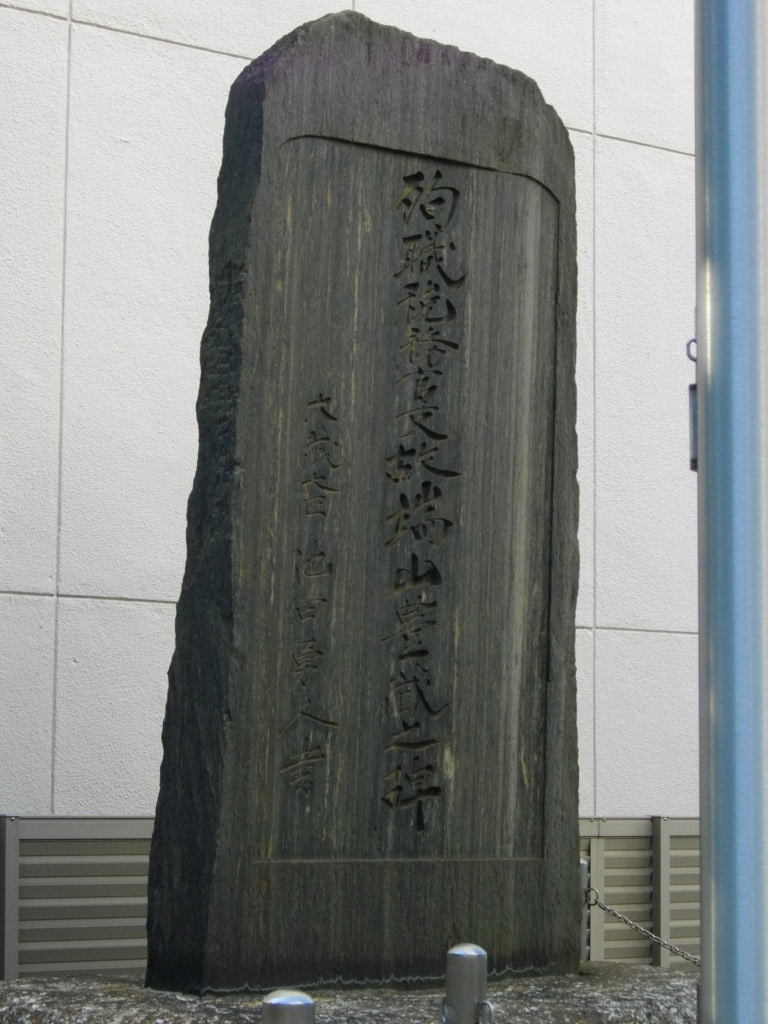
神奈川税務署員殉職事件の慰霊碑の裏面の碑文に東京国税局長坂田泰二によって書かれた1950年10月1日付け建碑趣旨に「第三国人」の記載がある

「第三国人」という言葉が、一般の書籍や新聞等で多く使われたのは主に戦後の混乱期であり、朝鮮人をはじめとする「旧日本人」は、「降伏後における米国の初期対日方針」では「解放国民」とされた。
1945年11月から1946年11月までは「難民」としてGHQによる帰還事業の対象とされた。
1946年11月からは「日本国籍」と看做されながら、1947年5月2日からは外国人登録令により外国人として扱われた。また1946年2月から日本の司法権が適用されるなど朝鮮系の人々はGHQによる日本占領政策の転換の中で、当時は在日朝鮮人は韓国よりも北朝鮮派が多数派だったこともあり、日本共産党員らと多くの騒乱・衝突、犯罪行為を引き起こした。代表的な例として、直江津駅リンチ殺人事件、新潟日報社襲撃事件、神奈川税務署員殉職事件などが挙げられる。GHQの指令を受けた日本政府による「朝鮮人学校閉鎖令」へ反発し、「民族教育」だとする朝鮮学校を巡る阪神教育事件など暴動事件も加わり、「騒擾」を起こす連中と伝えられることが多くなった。
韓国政府による「外国人」の地位請求
1955年(昭和30年)12月8日の第23回国会衆議院法務委員会で入国管理局長内田藤雄は、日本が終戦後朝鮮人を外国人として取り扱った実情に対して、それまでに日韓会談において韓国側から不当だとの主張は出されず「むしろ逆に、韓国側は、朝鮮人は外国人である、特に占領時代の当初におきまして、占領国民と同様の待遇を与えるべきだということからでもあったと思いますが、ことさらに向う側で外国人であるということを非常に強く主張して参った」、それで「いわゆる第三国人などというような言葉も当時できた」と語っている。

## 言葉の定義についての議論
藤永壮は水野の論文を解説して高野雄一が1946年末までに「第三国人」についての定義を与えており、1947年にGHQが日本政府の意向を受けて「第三国人」を "Third Nationals" と訳した例が見られるとしてGHQ起源説を否定し、椎熊三郎の質問に対する大村清一の答弁が議会での最初の用例だとして、そもそも「第三国人」という言葉を使い始め広めたのは、警察、マスコミ、政治家、官僚だと主張している。そして、そのような経緯から、「「第三国人」が「不法行為」を行っているというイメージは、不当に誇張、宣伝され」たものだと主張している。
しかし、1946年の高野による「第三国人」の定義では「従来日本の支配下にあつた諸国の国民」で「外国人ではないが、同時に日本人と必ずしも地位を同一にしない」という当時の主に在日朝鮮人を述べただけのものであり、また上記のように藤永・水野は「「第三国人」が「不法行為」を行っているというイメージ」を日本人が「不当に誇張、宣伝」したと主張しているが、佐藤勝巳は、この用語に蔑視、畏怖が含まれるようになったのは、在日朝鮮人連盟をはじめとして、それまで虐げられ続けた「第三国人」が戦後の混乱期に「連合国人（戦勝国民）」と自称して集団強盗、略奪、殴打暴行、破壊、占拠監禁などを日本各地で行って多くの日本人が殺害されていた事実があり、その事実を知った日本人が、公然と社会秩序を乱し何事も暴力で解決しようとする「三国人」は恐いと考えるようになるのは当然で、自身の行為が「三国人」なる言葉に特別な意味を含ませるようになったとしている。

## 使用事例
戦後間もない頃「第三国人」が使用されていた事例については枚挙にいとまがない。公的なものとしてて1947年に在日朝鮮人によって税務署員が殺害された神奈川税務署員殉職事件で殉職した税務官を顕彰するために1951年に設立された碑には「第三国人」と明記されている。1947年当時の衆議院では、日本社会党を主体とした片山内閣の栗栖赳夫大蔵大臣や野党日本自由党の宮幡靖代議士や出席した政府職員は「第三国人」と述べているが、これはほんの一例であり、当時の国会では敗戦に伴う「第三国人」の地位や経済事案を巡る議論が国政上の大きな問題となっており、盛んに審議されていた。国会会議録検索システム によれば、昭和20年代に国会で「第三国人」という言葉が登場した回数は200回を超えている。
また木山捷平には「第三国人」と題した小説がある。1973年には在日韓国人の林浩奎が『第三国人の商法』と題した著書を出版した。1983年には中内㓛が「その当時は（神戸が）第三国人に支配されていまして」とこの呼称を用いてインタビューに応えている。
東京都知事の石原慎太郎が2000年4月9日、陸上自衛隊練馬駐屯地創隊記念式典での演説の中で「不法入国した三国人」と述べた。この発言を朝鮮史研究会は「近年の日本での外国人犯罪への危惧から発せられた言葉」と主張した。

## 戦後の在日韓国・朝鮮人対策
GHQのダグラス・マッカーサー連合国軍最高司令官に対して「在日朝鮮人に対する措置」文書（1949年）にて、当時の総理大臣である吉田茂は戦後の在日朝鮮人(在日韓国人)に対して以下の見解を出している。
- 彼らは総数100万にちかく、その半数は不法入国である。
- 日本政府が日本国に役立っていると許可したものを除き、在日朝鮮人がその母国である朝鮮半島に帰還するよう要望する。

その理由は次の通り。 
- - 現在および将来の食糧事情からみて、余分な人口の維持は不可能。　
  - 大多数の朝鮮人は、日本経済の復興に全く貢献していない。
  - さらに悪いことには、朝鮮人の中で 犯罪分子が大きな割合を占めている。
  - 彼らは日本の経済法令の常習的違反者である。更には、多くは共産主義者ならびにそのシンパで最も悪辣な政治犯罪を犯す傾向が強く、1949年時点でも常時刑務所に7000名以上にいるという状態である。

吉田は、在日台湾人を「それほど問題を起こしておりません」とし、在日朝鮮人は問題多数で「われわれはいま早期の解決を迫られております」と述べている。また、在日朝鮮人らへの原則として、第一に日本政府が費用負担をするので朝鮮人を基本的には全員朝鮮半島へ送還、第二に日本への在住許可は、「日本経済の再建に貢献しうると見なされた」者にのみ与えるとした。 
1947年、密造酒取締で日本人公務員が在日朝鮮人に殺害される神奈川税務署員殉職事件が発生。1952年時点でも在日朝鮮人による公務員への脅迫により米の配給を二重、三重に受けて密造酒を醸造して闇に流すことが深刻な問題となっていた。 
1981年8月には、『朝日新聞記者の証言5』（朝日ソノラマ）の「第三国人の独壇場」の章で、戦後直後から日本政府が治安を回復させるまで知る朝日新聞記者の証言として第三国人の一部について、
と記述。これについて在日韓国人団体「兵庫民闘連」から抗議を受けた。朝日ソノラマは同書の在庫を処分したが、当時を知る記者の証言であり、「彼らの一部」がそうだったのも第三国人という公的な言葉も在日韓国人ら全体に対する差別の意図はないとした。